# Breu film sobre l'amor
Krótki film o miłości (traducció literal: Breu film sobre l'amor) és un drama intimista dirigit per Krzysztof Kieślowski el 1988 que té com a principal tema l'obsessió. El film és una adaptació cinematogràfica del sisè episodi de la sèrie televisiva Decàleg, de la qual el director polonès també va adaptar el cinquè episodi, titulat Krótki film o zabijaniu (No mataràs).

## Argument
L'innocent jove de 19 anys Tomek és víctima d'una ascendent obsessió amorosa per l'adulta Magda, la promíscua veïna que viu al bloc de pisos oposat i a la qual espia mitjançant un telescopi instal·lat a la finestra de la seva habitació.
La pràctica de l'espionatge, que havia començat com un mer passa-temps suggerit per l'anterior propietari de l'habitació, va absorbint progressivament la vida de l'immadur jove, que arribarà a abusar del seu càrrec a l'oficina de correus i fins i tot esdevindrà repartidor de la llet per tal de poder aproximar-se al seu amor platònic.
Després d'haver exhaurit tots els mitjans per fer-se present a la vida de la veïna, qui malgrat tot ignora encara l'existència de Tomek, el jove acaba expressant el seu amor a Magda, confessant-li que l'espia. Això no obstant, la frívola reacció de la madura veïna no encaixa amb les grans expectatives del jove, que comet un intent fallit de suïcidi.
Penedida del seu brusc comportament amb Tomek alhora que insatisfeta amb la seva buida vida sentimental, els sentiments de la madura Magda es comencen a interessar per l'honest amor del jove, i és ara ella qui experimenta una incipient obsessió.

## Sobre el film
La pel·lícula té una gran semblança amb la seva versió original en format televisiu. El canvi més significatiu és el final, que va ser modificat a petició de l'actriu Grażyna Szapołowska, la qual va suggerir a Krzysztof Kieślowski un ‘’desenllaç de conte’’.
La versió original de la història finalitza d'una manera plausible i realista, amb el retorn de Tomek al seu treball després d'haver-se recuperat de l'intent fallit de suïcidi i amb el jove explicant a Magda que ja no l'espia. Per contra, la pel·lícula compta amb un final molt més romàntic i subtil on l'interès de Magda pel jove queda expressat a través del calidoscopi de Tomek, que introdueix la commoguda veïna en una íntima retrospectiva en la qual es veu reflectida a ella mateixa, protagonista d'una privacitat profanada per l'espionatge del jove. Són les íntimes i emocionals escenes que havien despertat els sentiments i l'interès del jove cap a ella. El calidoscopi, doncs, es revela com una peça clau en el romàntic drama que havia començat gràcies a ell i que protagonitza també el poètic desenllaç.

## Repartiment
- Grażyna Szapołowska - Magda
- Olaf Lubaszenko - Tomek
- Stefania Iwinska - Madrina
- Piotr Machalica - Roman

## Premis i nominacions
- Guanyadora del Gran Premi del Festival de Cinema de Gdańsk
- Guanyadora del Premi Especial de Jurat del Festival Internacional de Cinema de Sant Sebastià
- Guanyadora del Premi del Públic del Festival Internacional de Cinema de São Paulo
- Nominada al Premi a la millor pel·lícula estrangera del National Board of Review Awards
- Guanyadora del Premi FIPRESCI al Festival de Cinema de Venècia
- Guanyadora del Premi al millor film estranger entregar per la Chicago Film Critics Associaton